# اسکوپوفیلیا

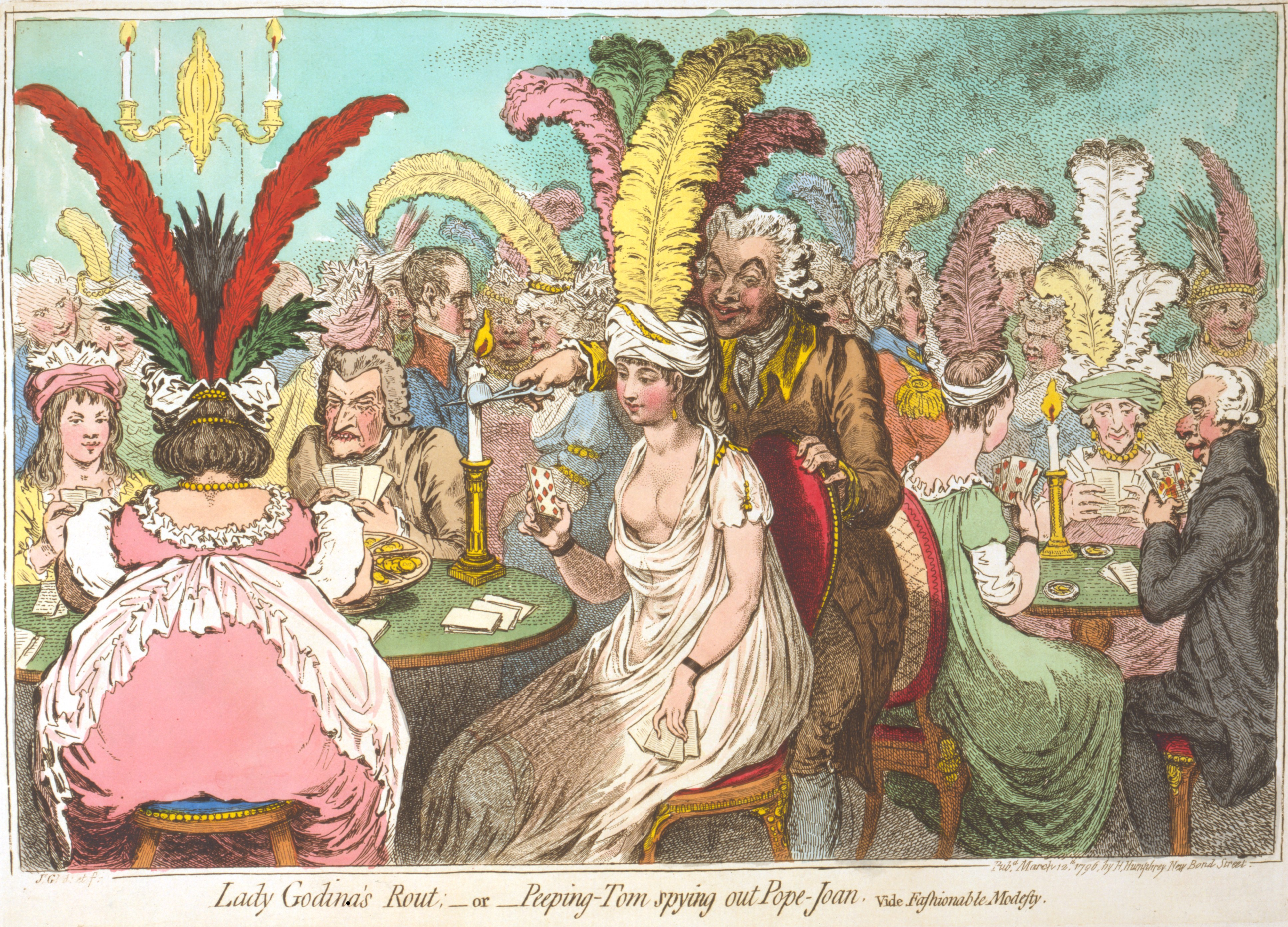
کاریکاتور کشیده شده توسط جیمز گیلری در سال ۱۷۹۶ که لیدی جورجیانا گوردون را نشان می‌دهد که برگ ۹ خشت (♦) را در بازی پاپ جون در دست دارد.

در روان‌شناسی و روان‌پزشکی، اسکوپوفیلیا (به انگلیسی: scopophilia) یا اسکوپتوفیلیا (به انگلیسی: scoptophilia) (یونانی باستان: σκοπέω skopeō، "نگاه به"، "بررسی کردن" + φῐλῐ́ᾱ philíā "گرایش به سوی") لذت زیبایی شناختی است که از نگاه کردن به یک شی یا یک شخص حاصل می‌شود. در میل جنسی در انسان، اصطلاح اسکوپتوفیلیا لذت جنسی را توصیف می‌کند که یک فرد از نگاه کردن به موضوعات شهوانی، مانند پورنوگرافی، بدن برهنه و فتیش‌ها، به عنوان جایگزینی برای مشارکت واقعی در یک رابطه جنسی به دست می‌آورد.

## در صنعت سینما
لورا مولوی بیان می کند که سینما در پی بهره برداری جنسی از زنان است. وی معتقد است که فیلم ها رمزهایی که در آن صورت گرفته کاملا نگاهی مردسالارانه را القاء می کند. در سطح روایی به وسیله ی عکس یک چهره توسط دیگری این ادعاء قوی تر می شود؛ در فیلم های هالیوود زنان موقعیت منفعل نگاه را اشغال می کنند و مردان قدرت فعال نگاه را دارند.

## برای مطالعهٔ بیشتر
- جان برجر، راه‌های دیدن (۱۹۷۲)
- لورا مالوی، لذت‌های بصری و دیگر (۱۹۸۹)